# روبي كوكي
روبي كوكي (بالإنجليزية: Robbie Cooke)‏ (16 فبراير 1957 في المملكة المتحدة - ) هو لاعب كرة قدم بريطاني في مركز الهجوم. شارك مع منتخب إنجلترا لكرة القدم C ‏. أما مع النوادي، فقد لعب مع كامبريدج يونايتد ونادي برينتفورد ونادي بيتربورو يونايتد ونادي لوتون تاون ونادي ميلوول ونادي كيترينغ تاون وغرانتهام تاون ‏ ونادي مانسفيلد تاون وبورن تاون ‏ ونورثامبتون سبنسر ‏.

## وصلات خارجية
- روبي كوكي على موقع قاعدة بيانات كرة القدم.إي يو (الإنجليزية)